# 巨羚直升機
巨羚直升機（英語：Oryx)是一款由阿特拉斯航空公司 （現為丹尼爾航空 ）研製的中型通用直升機。
巨羚的開發始於80年代初期，主要是為了應對南非邊境戰爭的需求以及對南非實施的武器禁運。為了改進和擴充南非空軍現有的直升機機群，阿特拉斯研究並仿製了法國航太SA330美洲獅直升機 。巨羚與石茶隼武裝直升機關係密切，這兩款直昇機都是基於美洲獅研製而成的，並且在大致相同的時間段內並行開發。巨羚在1980年代後期獲得批量生產的批准。
據稱，法國航太極大地協助巨羚的開發他們將批量生產的套件供應給南非；阿特拉斯航空公司否認了法國航太的參與，並聲稱巨羚的研製是完全本土化的。巨羚在1991年已經因在空軍服役而為大眾所知。在2000年代初期，南非空軍選擇縮減巨羚機隊的規模並升級之；這些升級的範圍主要限於延壽。巨羚已多次部署在剛果民主共和國，執行聯合國在該國領導的維和行動。

## 發展

### 背景

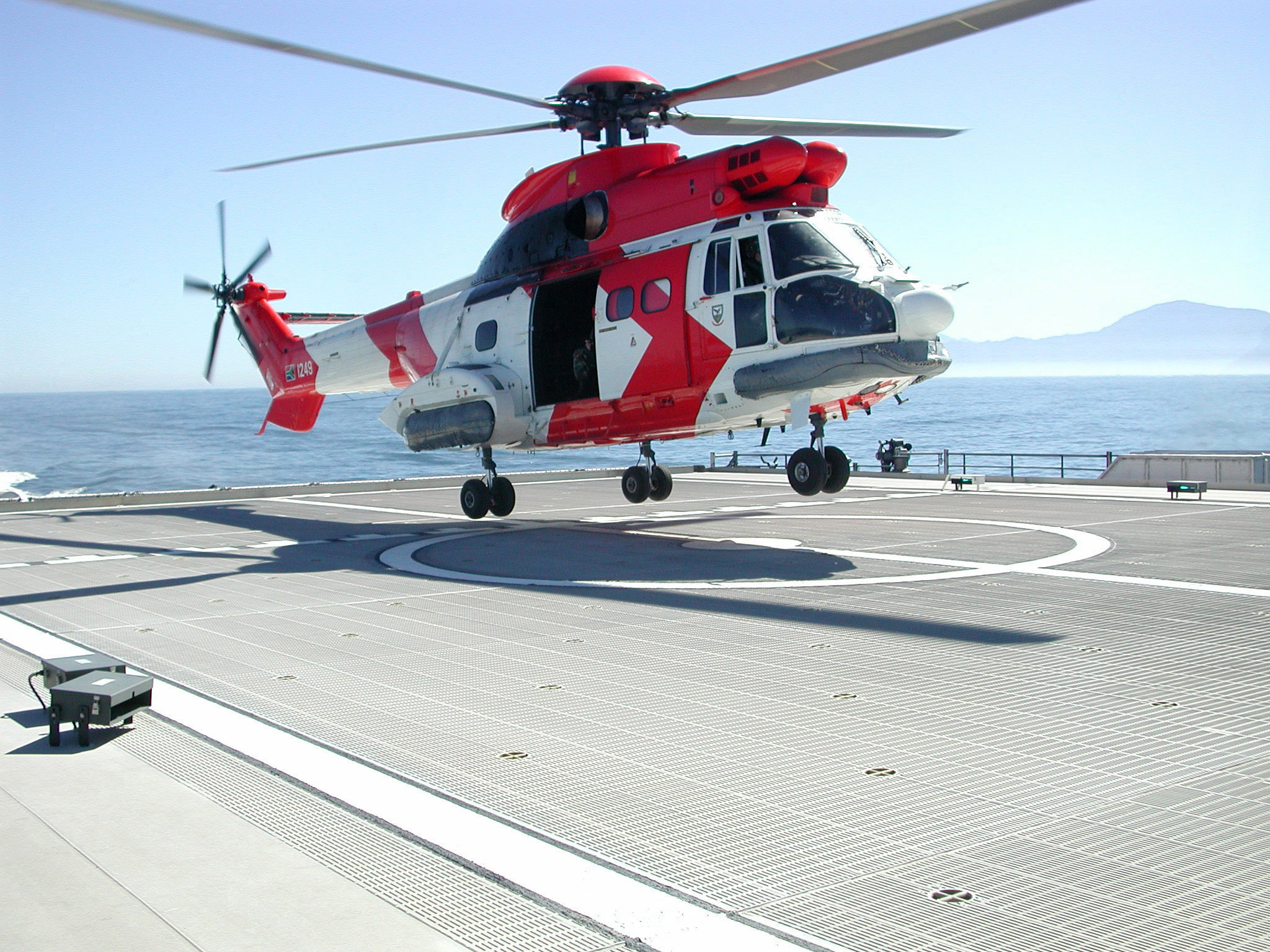
在海上起降的Mark 2(海上版本)

南非空軍大量使用法國的法國航太SA330美洲獅直升機。然而，南非由於其南非種族隔離而遭到聯合國安理會第418號決議武器禁運的制裁，因此南非無法再進口武裝直升機。此時的南非恰逢與鄰國安哥拉之間的長期軍事衝突。空軍的官員發現除了原有的雲雀III型之外，還需要更強而有力的攻擊直升機，這導致XH-1阿爾法直升機的誕生，而後生產更為強大的XTP-1貝塔直升機。
從頭開發一架全新的直升機將涉及設計和開發許多配套的子系統和組件，例如渦輪軸發動機和其動力系統，例如主旋翼和尾旋翼系統以及變速箱。由於設計和製造一架全新設計的直升機的前景非常困難，這將會大大增加項目的成本和時間，因此因此阿特拉斯決定以南非現有的SA330美洲獅和雲雀III型為基礎，進而研發屬於自己的攻擊直升機。由於雲雀III型的設計過於老舊，並且動力也不足，而後被排除。 而美洲獅不僅更大，動力也更強，更適合改裝，因而雀屏中選。

而後該研發計畫導致石茶隼武裝直升機的誕生。阿特拉斯意識到，在開發石茶隼的同時，可以以對美洲獅的研究基礎研製一款本地化通用直升機，而後該提議成為巨羚。相較於美洲獅，巨羚擁有更高的功率重量比，並在的高溫氣候下擁有生更好的性能，以更好的適應本土環境。同時，與石茶隼相比，巨羚的開發速度要快得多。 此外，美洲獅的備件供應是製裁中的一個明顯例外，在大多數零件被封鎖的情況下，美洲獅的備件供應仍然十分充足。

### 生產與供應
雖然外國向南非出口軍事設備將會違反第418號決議，然而卻也有公司成功鑽漏洞。 根據作家赫尼·范·武倫(英語：Hennie Van Vuuren)所述，南非軍事規劃人員購買了66架法國航太SA330美洲獅直升機，它們在法國生產後，被拆解運輸並轉交給葡萄牙空軍，後者雖成為正式的最終接收者，但實際上通過葡萄牙中介將拆解的直升機轉運到南非，並在那裡重新組裝 由阿特拉斯以巨羚命名。
在1990年代，葡萄牙公司Beverley Securities Incorporated (BSI)對跨國直升機製造商空客（法國航太已跟空客合併）提起法律訴訟，指控涉及巨羚的開發。據稱，從1986年起，南非通過BSI從空客公司獲得了50套用於Oryx計劃的套件，並價值30億美元。BSI聲稱巨羚實際上主要由法國航太開發，並且這些套件也成為南非現有美洲獅的備用零件。 然而阿特拉斯一直聲稱巨羚是由南非本土自主研發。 在2010年代，各方之間就此事採取的法律行動仍在進行中，其中范·武倫稱有政治干涉。
一架美洲獅(no.177)，成為巨羚的原型機並裝上巨羚的零件。據報導，測試結果超出了所有人的預期，為巨羚計劃的啟動做出了貢獻。制裁促使南非政府和國內工業盡可能追求自給自足，這一原則在飛機部件的生產中尤為明顯，並且憑藉組裝直升機的技術，促成南非能獨立生產美洲獅的能力。這包括完整的機身和動態部件，如變速箱、旋翼葉片和渦輪機等等。並且盡量追求與石茶隼的共通性，以簡化零件供應鏈並降低兩者的維護成本。

### 設計

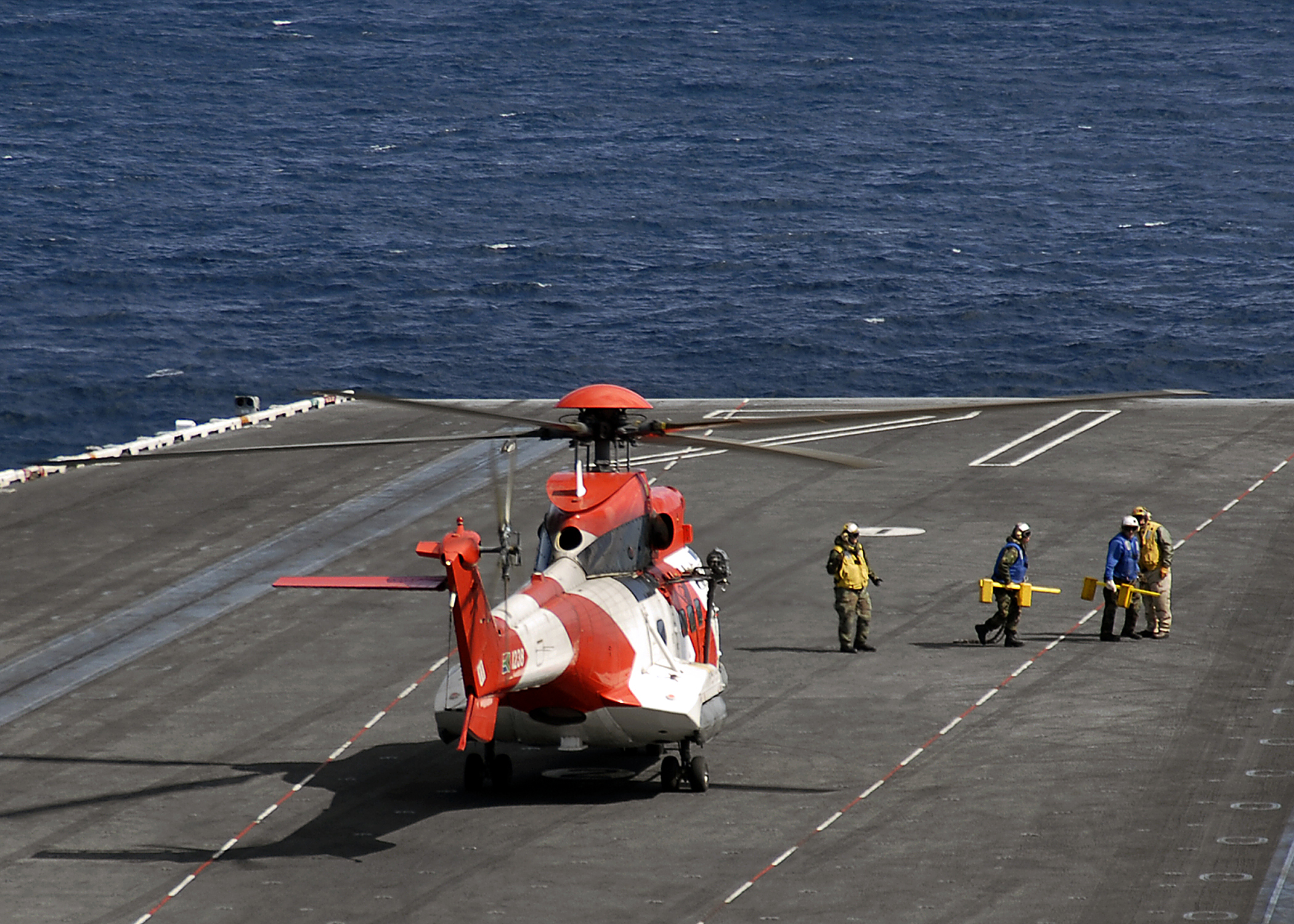
一架準備從西奧多·羅斯福號航空母艦起飛的南非空軍Mark 2

巨羚是美洲獅的升級版本，性能與歐直AS332超級美洲獅直升機基本相同，並且運營成本降低25%至30%。早期的樣機配備了最新的除塵器，並在發動機正前方安裝了一個可移動的輔助進氣口。隨後安裝了新設計的濾塵器，便於拆除輔助進氣口。就算其中一台發動機無法運行，剩餘的動力仍有足夠的動力讓巨羚完成其任務。如果發動機在飛行中出現故障，管理系統會自動提高另台發動機的功率設置，確保巨羚在這種緊急情況下還能順利飛行。
基本機身設計仍然是美洲獅的機身，但通過大量使用本地生產的碳複合材料對結構進行了現代化改造。這些材料使機身更輕、更堅固，從而提高了巨羚的防護力和機動性。較為明顯的外部差異是改裝的尾梁，比美洲獅長50cm。大多數巨羚都配備了一個50m的液壓起重機，最多可乘載2名人員，用於救援行動。此外，貨艙內還可以安裝一個大型金屬A型框架結構，最多可讓四名人員同時從飛機上繩降。來自沿海中隊的巨羚在機翼和機頭上配備了緊急浮筒。
在整個90年代，阿特拉斯代表定期向潛在出口客戶推銷巨羚，尤其是原本已有美洲獅服役的非洲國家；推銷包括為現有的美洲獅升級，使其擁有跟巨羚同等的配置。

### 服役事蹟
1991年，南非空軍公開承認巨羚正在服役，以更換老化的法國航太SA330美洲獅直升機和法國航太SA 321超級黃蜂式直升機。 
自2003年以來，南非空軍已向剛果民主共和國派遣多架“巨羚”，協助聯合國在該國行動的聯合國剛果穩定特派團。2003年，作為與法國簽訂的雙邊協議的一部分，一對巨羚駐紮在布尼亞/伊圖里省，執行短期運輸任務。2007年開始為期兩年的長期部署，兩架巨羚部署在卡米納的前線作戰基地，用於在不穩定的哥馬進行運輸；該分隊隨後被重新部署在戈馬境內，並增加了三架巨羚和三架石茶隼武裝直升機。到2015年，剛果境內共有南非航空部隊約140名人員和5架巨羚。
作為多用途直升機，巨羚在南非空軍中的主要任務包括中型到重型運輸任務、通信飛行、快速部署行動、消防以及搜救任務。據報導，每架巨羚最多可搭載20名全副武裝的士兵，或最多6名擔架上的傷員和4名隨行人員。巨靈的運載能力則是艙內承載3000公斤的最大有效載荷，或者通過外部吊索運輸高達4500公斤的貨物。並會為南非海軍執行包括一般運輸、海上補給、偵察和搜救行動等任務。
2003年，因應空軍設備現代化及機隊規模擴建，南非空軍宣佈其巨羚直升機數量超出需求，而將出售10架。當時，空軍正在嘗試引進幾款新型軍機，包括JAS 39獅鷲戰鬥機、鷹式教練機和阿古斯特維斯特蘭AW109直升機。
2006年，南非空軍對剩餘的35架巨羚進行了中期升級；期望將其使用壽命延長至2015-2020年。由於持續的預算限制，中期升級僅限於機身壽命延長，並只對通信和導航套件也進行了有限的更新。 據報導，丹尼爾希望對巨羚進行更全面的現代化改造，其中包括玻璃駕駛艙的整合。

## 型號
- MK.1
最初服役的原始版本
- MK.2
為了執行環境事務旅遊部（英语：Department of Environmental Affairs and Tourism）的南非國家南極計劃（英语：South African National Antarctic Programme）改裝的版本，使其適合在寒冷氣候中運作，全機採紅白配色，共2架。

## 外部連結
- https://www.militaryfactory.com/aircraft/detail.php?aircraft_id=1522 （页面存档备份，存于）
- https://www.airforce-technology.com/projects/atlas-oryx/ （页面存档备份，存于）

 维基共享资源上的相關多媒體資源：巨羚直升機

### 引用
1. 1 2 3 4 5  . flightglobal.com. 1 May 1996.
2. 1 2 3  Heitman, Helmoed Römer. . Business Day. 21 January 2016  [2023-03-23]. （原始内容存档于2022-05-27）.
3. 1 2 3 4 5 6  Campbell, Keith. . Engineering News. 8 June 2007  [2023-03-23]. （原始内容存档于2021-12-05）.
4. ↑  Van Vuuren 2018, pp. 490-493.
5. ↑  Jackson, Paul. . Surry: Janes. 1998: 462. ISBN 0-7106-1788-7.
6. ↑  Van Vuuren 2018, pp. 493-494.
7. ↑  Vegar, Jose. "Stiffed Arms Merchant Sues". Bulletin of the Atomic Scientists, November 1997, 53(6). pp. 12–13
8. ↑  . Mail & Guardian. 13 March 1998  [12 April 2013]. （原始内容存档于7 July 2015）.
9. ↑  Van Vuuren 2018, pp. 493-498.
10. ↑  . flightglobal.com. 22 November 1995  [2023-03-23]. （原始内容存档于2020-03-22）.
11. ↑  Dron, Alan. . africanaerospace.aero. 22 November 2015  [2023-03-23]. （原始内容存档于2021-09-22）.
12. ↑  . flightglobal.com. 19 June 2003.
13. 1 2 3  . www.saairforce.co.za.   [1 June 2020]. （原始内容存档于2023-04-09）.

### 書目
- Van Vuuren, Henny. "Apartheid Guns and Money: A Tale of Profit." C Hurst, 2018. ISBN 9-7817-8738-0974